# トゥモローゲート
トゥモローゲート株式会社（TOMORROWGATE Inc.）は、企業ブランディング事業を主業務とする日本のコンサルティング企業。

## 企業概念
企業の経営理念からビジョンを設計し、ビジョンに沿った経営戦略、採用戦略、デザイン戦略を提案するブランディング事業を中心にサービスを展開する。
コーポレートカラーを『ブラック』として、ブラックにまつわるウェブサイトやキャンペーンを展開。
また、Youtube、Twitter、TikTokといったSNSを活用し、総フォロワー数は42万を超える。

## 略歴
2010年、人材コンサルティング会社で5年間勤めた西崎康平により創業。
社名であるトゥモローゲートは自社に関わる全ての人たちが「新たな未来を開く“きっかけ”の扉となること」という想いにより決められた。また、たくさんの個性（カラー）が混ざった色としてコーポレートカラーをブラックとした。
2014年、採用サイト「ようこそ、ブラックな企業へ」を公開。当時社員3名だったトゥモローゲートに対し、7,000件の応募を獲得し注目を集めた。
2018年、3名の役員の会議を通して企業のビジョンマップを制作。MISSION、VISION、VALUEを具体化し、事業の方向性を定め、ビジョンに沿った企業経営を展開。それと同時に認知拡大を目指しTwitterの運用を開始する。
2019年以降、ビジョンマップの達成を目標にエキスポの出展やアワードの開催、Twitterのキャンペーンといった施策を開始する。
2020年、YoutubeやTikTokの活用も開始し、以降、Twitterでの複数回のトレンド入なども通して、2022年4月には会社全体の総フォロワー数が42万を突破する。

## 沿革
- 2010年
  - 4月 - 西崎康平が創立。
- 2013年 - 大阪市西区北堀江にオフィスを移転。
- 2014年 - 採用サイト「ようこそ、ブラックな企業へ」を公開。7,000名の応募総数を獲得する[2][3]。
- 2016年 - 大阪市中央区南船場にオフィスを移転。
- 2017年
  - 4月 - ブラックマンデー制度を導入[4]。
- 2019年
  - 6月 - 大阪市中央区西心斎橋にオフィスを移転[5]。
- 2020年
  - 1月 - 元ZOZO執行役員 田端信太郎がトゥモローゲートCTO(Chief Twitter Officer)に就任[6]。
  - 11月 - Twitter上にてブラックな祭りを開催。Twitter日本のトレンド第3位となる[7]。
- 2021年
  - 1月 - 株式会社アクシアの代表取締役 米村歩がトゥモローゲートメディア戦略室長に就任[8][9][10]。
  - 11月 - Twitter上にてブラックな祭りを開催。Twitter日本のトレンド第2位となる[11]。
  - 12月 - 株式会社アクシアの株を一部取得。グループ企業となる[12]。
- 2022年
  - 4月 - トゥモローゲート株式会社 東京支社を東京都港区南青山に設立[13]。